# Zsilinszky Győző
Zsilinszky Győző István Ferenc (Nagycétény, 1890. szeptember 6. – 1979. február 17.) főerdőmérnök, a rozsnyói püspöki uradalom igazgatója, erdőtanácsos.

## Élete
Apja Zsilinszky István (1854–1927) magyar királyi postamester, majd tanító, anyja Renda Krisztina (1852–1922).
Középiskoláit Nyitrán végezte. 1909-ben érettségizett, majd a Selmeci Akadémiára 1909-ben iratkozott be és 1917-ben végezte el, de valószínűleg csak 1920-ban szerzett erdőmérnöki oklevelet és ballagott Sopronban. Az első világháborúban az orosz, olasz, román és francia fronton harcolt és mint tartalékos tüzérfőhadnagy szerelt le. Kitüntetései: bronz vitézségi érem, Signum Laudis, Károly-csapatkereszt, háborús emlékérem. 
Pályáját Besztercebányán a magyar királyi erdőigazgatóságnál kezdte, de a csehszlovák államfordulat után azonnali hatállyal elbocsátották. 1921-1932 között az Andrássy-uradalom erdőmérnöke volt Krasznahorkaváralján.
A magyarság érdekében fontos megbízatásokat vállalt a két világháború között. Az 1932-ben alakuló csehszlovákiai magyar vadászirók céhe intézőbizottságának, és a szakirodalmi bizottságának krasznahorkaváraljai tagja volt. 1933-tól a rozsnyói püspöki uradalom igazgatója lett. Feleségével aktívan részt vállalt a rozsnyói katolikus akció színházi munkájában. 1933-tól a rozsnyói katolikus Karitász világi elnöke, a rozsnyói Vadászati Védegylet elnöke, illetve a rozsnyói vitézi szék megbízott őrmestere volt. 1937-ben többed magával részt vett a berlini vadászati kiállításon, ahol vadkanagyara bronz érmet ért el. A Gömöri Felső Sajóvölgyi Társulat alelnöke volt.
1941-től a családjával Miskolcon élt, a Miskolci Erdőigazgatóságon lett erdőtanácsos. 1943-ban egy műszaki törzs parancsnokságával bízták meg, mely a frontközeli út- és vasúthálózat kijavításával foglalkozott. 1944-ben tartalékos (mérnök) főhadnaggyá nevezték ki. 1944. november 15-én nyugati irányba vezényelték őket, s ennek következtében a családját is magával vitte. Több megálló után Sankt Pöltenben esett alakulatával szovjet fogságba. Családja 1945 április végén hazajutott, de ő valószínűleg a romániai foksányi fogolytáboron keresztül Valgába, Észtországba került.
1946. augusztusában tért haza legyengülve. Újra a Miskolci Erdőigazgatóságnál alkalmazták, majd 1949-ben Mátészalkára helyezték. Fél évvel később B-listázták és elbocsátották. Visszatért Miskolcra, ahol a Miskolci Tervező Irodában helyezkedett el nyugdíjba vonulásáig.
A miskolci Mindszenti temetőben nyugszik. Felesége Litassy Irén, fia ifj. Győző vasokleveles kanadai erdőmérnök, lányai Eleonóra, Gabriella és Irén. Lóránd fia halála és Győző születése után hálából a krasznahorkaváraljai Mindenszentek római katolikus templomnak Szent Teréz-szobrot adományozott.

## Művei
- 1933-ban a Rimaszombati Vadásztársaság és a Vadászlap szerkesztőségének vadászestjén tartott felolvasást.[19]
- 1934-ben a Rozsnyói Művelődési Egyesületben tartott előadást.[20]
- 1935 Naše polovníctvo. Bratislava (társszerző)[21]
- 1935 Vystrojenie a ubytovanie poľovníka. In: Cyprián Čech - František Vodička - Viliam Záborský (ed.): Naša zverina. Bratislava
- 1937 Amatőr-felvételek az erdőn. Vadászlap 11/6